# ضريح بابا طاهر (خرم أباد)
ضريح بابا طاهر (بالفارسية: آرامگاه باباطاهر) هو ضريح تاريخي يعود إلى خوارزميون، ويقع في خرم أباد.